# Ksar Kerrouz
Ksar Kerrouz est un ksar de Tunisie situé dans le gouvernorat de Tataouine.

## Localisation
Le ksar se situe dans un environnement agricole de la plaine de la Djeffara.

## Histoire
La fondation du ksar est probablement datée de la fin du XIXe siècle, avant l'avènement du protectorat français de Tunisie. Son utilisation comme grenier a été brève selon la population locale.

## Aménagement
Le ksar n'est pas fermé et se limite à deux rangées de quinze ghorfas réparties sur un étage. Certaines d'entre elles ont été transformées en habitations.